# Birmingham and Fazeley Canal
Der Birmingham and Fazeley Canal ist ein Narrowboat-Kanal in der West Midlands Region in England. Er wurde als Verbindungsglied zwischen dem Kanalsystem Birminghams und damit dem Black Country genannten frühen Industriegebiet und dem Südwesten Englands, also London, geplant und gebaut. Er wurde an den bereits existierenden Coventry Canal angeschlossen. Via Oxford Canal und Themse erreichten Binnenschiffe, die sogenannten Narrowboats, letztlich London. Ihre Fracht bestand hauptsächlich aus Kohle, Industriegütern und landwirtschaftlichen Rohstoffen.

## Geschichte
Der Kanal wurde durch ein Parlamentsgesetz im Jahre 1784 autorisiert. Bereits zwei Jahre zuvor schloss die private Kanalgesellschaft eine Vereinbarung mit der Oxford-Kanal-Gesellschaft, die Kanalroute zwischen Birmingham und Oxford an der Themse zu komplettieren. Eine weitere Vereinbarung wurde mit der Coventry-Kanal-Gesellschaft geschlossen, dass deren Kanal von Atherstone nach Fazeley verlängert würde. Als schließlich die Coventry-Kanal-Gesellschaft in wirtschaftliche Schwierigkeiten geriet, verpflichtete sich die Birmingham-und-Fazeley-Kanal-Gesellschaft ihren Kanal über Fazeley hinaus bis Whittington zu bauen und dort an den Coventry Canal anzuschließen, um letztlich den Binnenschifffahrtsweg Birmingham – London zu komplettieren.
John Smeaton war der verantwortliche Kanalbau-Ingenieur. Er erreichte die Fertigstellung im Jahre 1790 mit allen Anschlüssen an die verbundenen Kanäle. Die Vorteile der Kooperation mit den anderen Kanalgesellschaften machten sich rasch durch ein hohes Frachtaufkommen auf der Strecke Birmingham-London bezahlt, ja es kam aufgrund des hohen Verkehrsaufkommens gar zu Stauungen in den Schleusenstaffeln in Birmingham. Das Problem ließ sich erst rund 50 Jahre später durch die Eröffnung einer Alternativroute lösen.

## Route
Der Kanal beginnt an der Kanalkreuzung "Old Turn Junction" an der Birmingham Canal Navigations Main Line nahe der National Indoor Arena in Birmingham und endet an der Kanalkreuzung Fazeley Junction mit dem Coventry Canal bei Tamworth. Er hat eine Länge von 24 km und weist 38 Schleusen auf. Das hinter Fazeley Junction liegende 8,8 km lange Teilstück nach Whittington (s. o.) ist technisch noch immer ein Teilstück des Birmingham and Fazeley Canal, obgleich es aufgrund des Parlamentsgesetzes von 1784 der Coventry-Canal-Gesellschaft gehören sollte und heute als Coventry Canal bezeichnet wird.
Der Birmingham and Fazeley Canal ist Teil des Warwickshire Rings.

## Fotogalerie

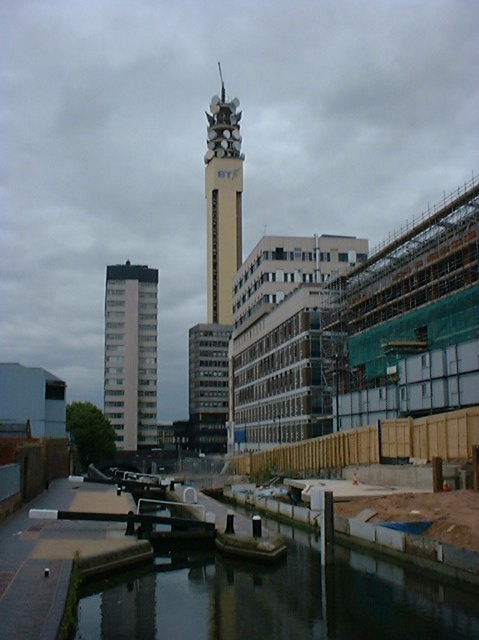
Teilstück der Farmers Bridge Lock Flight mit dem Post Office Tower im Hintergrund
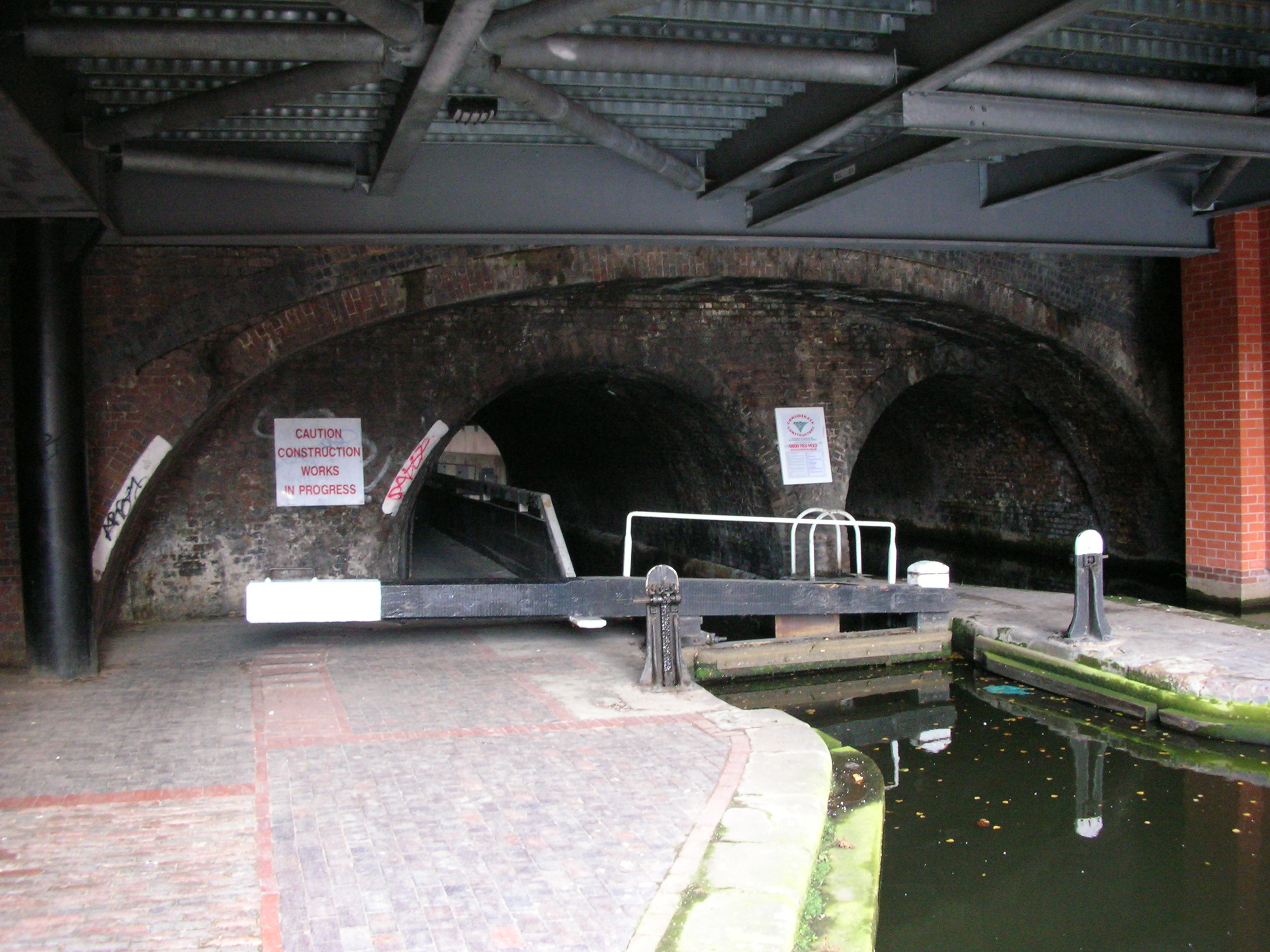
Schleuse Nr. 9 unterhalb der Newhall Street in Birmingham. Zu beiden Seiten der Straße befindet sich jeweils ein Schleusentor.
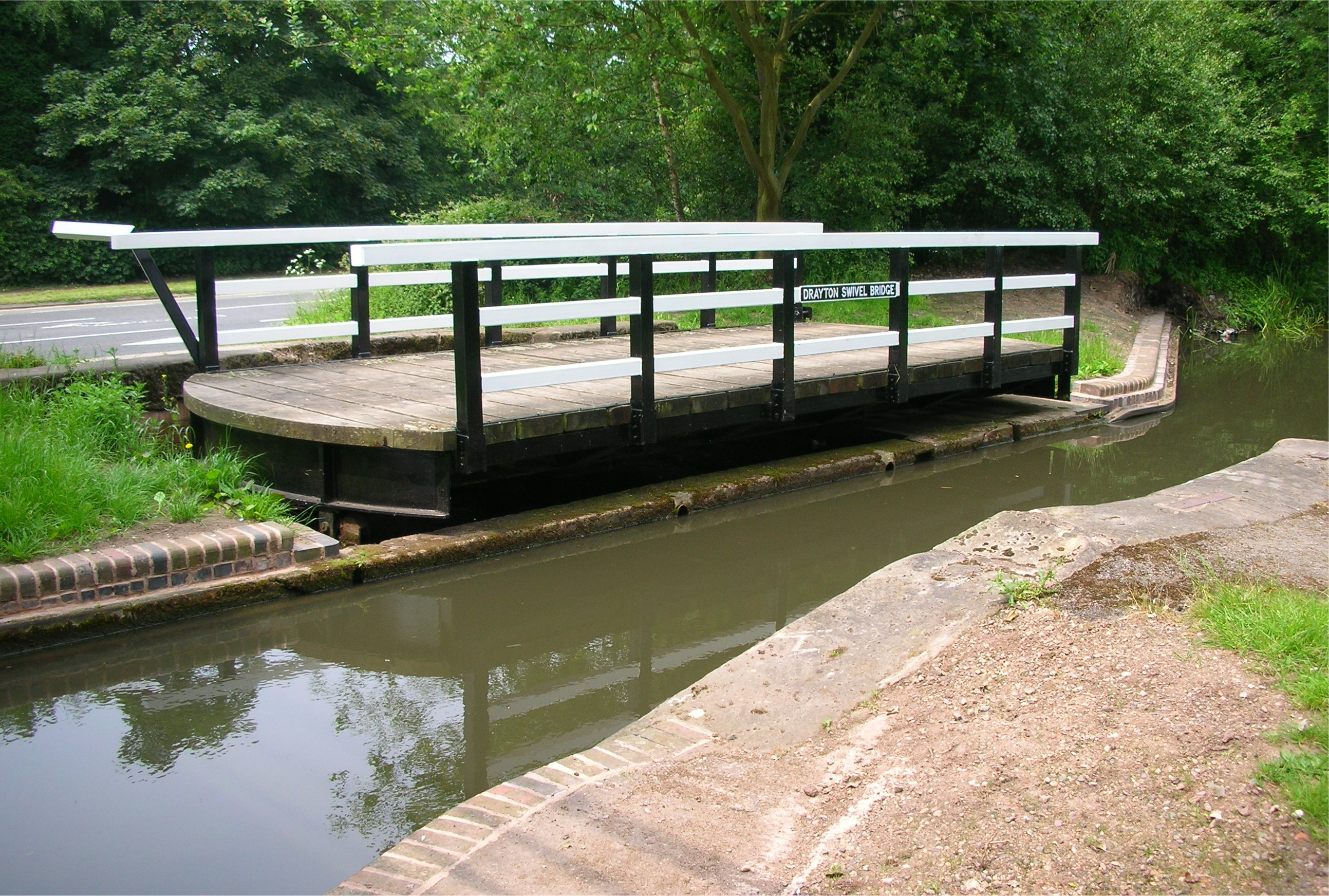
Die Drayton-Drehbrücke
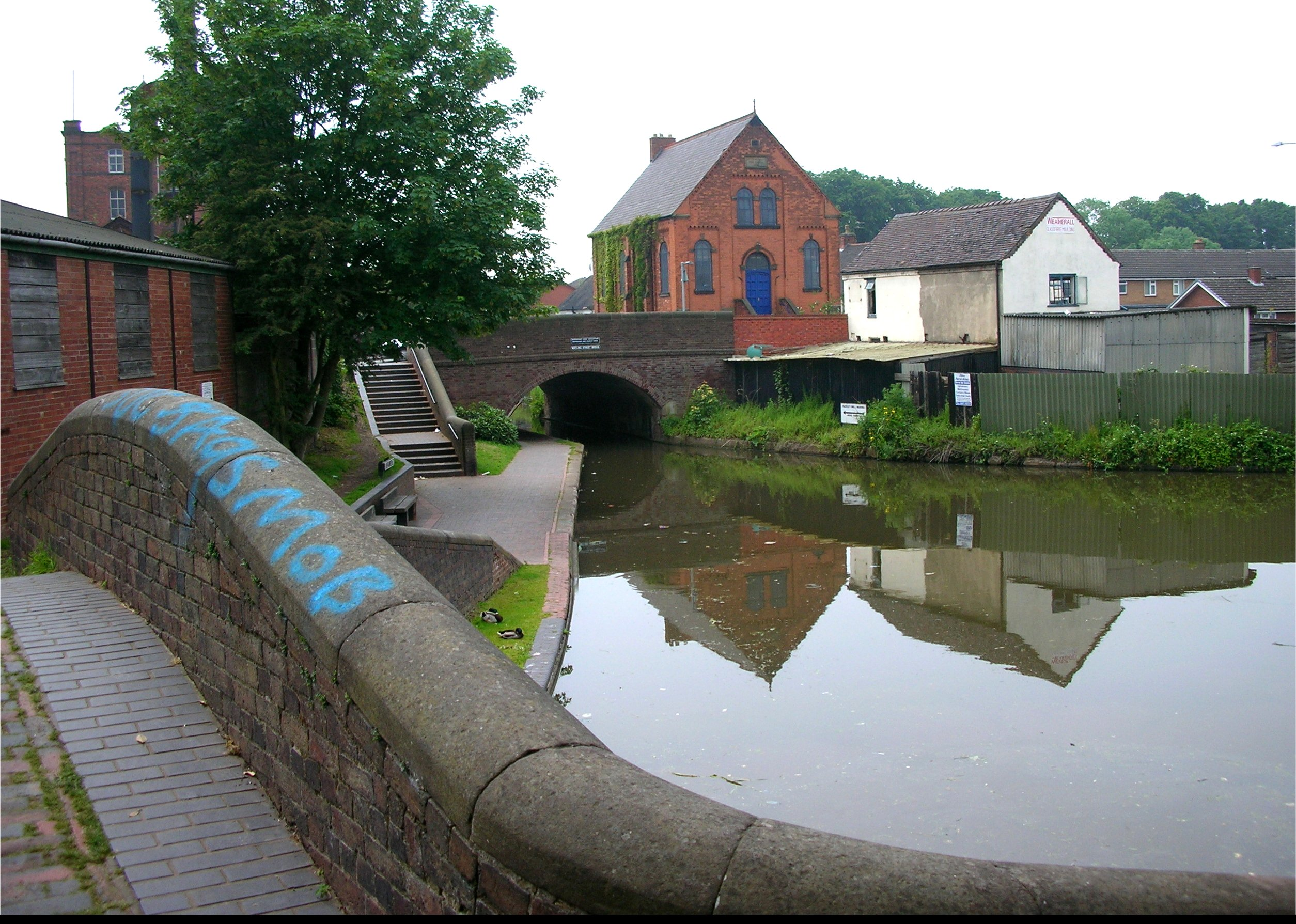
Der Endpunkt des Birmingham and Fazeley Canal unter der Watling Street Bridge bei Fazeley
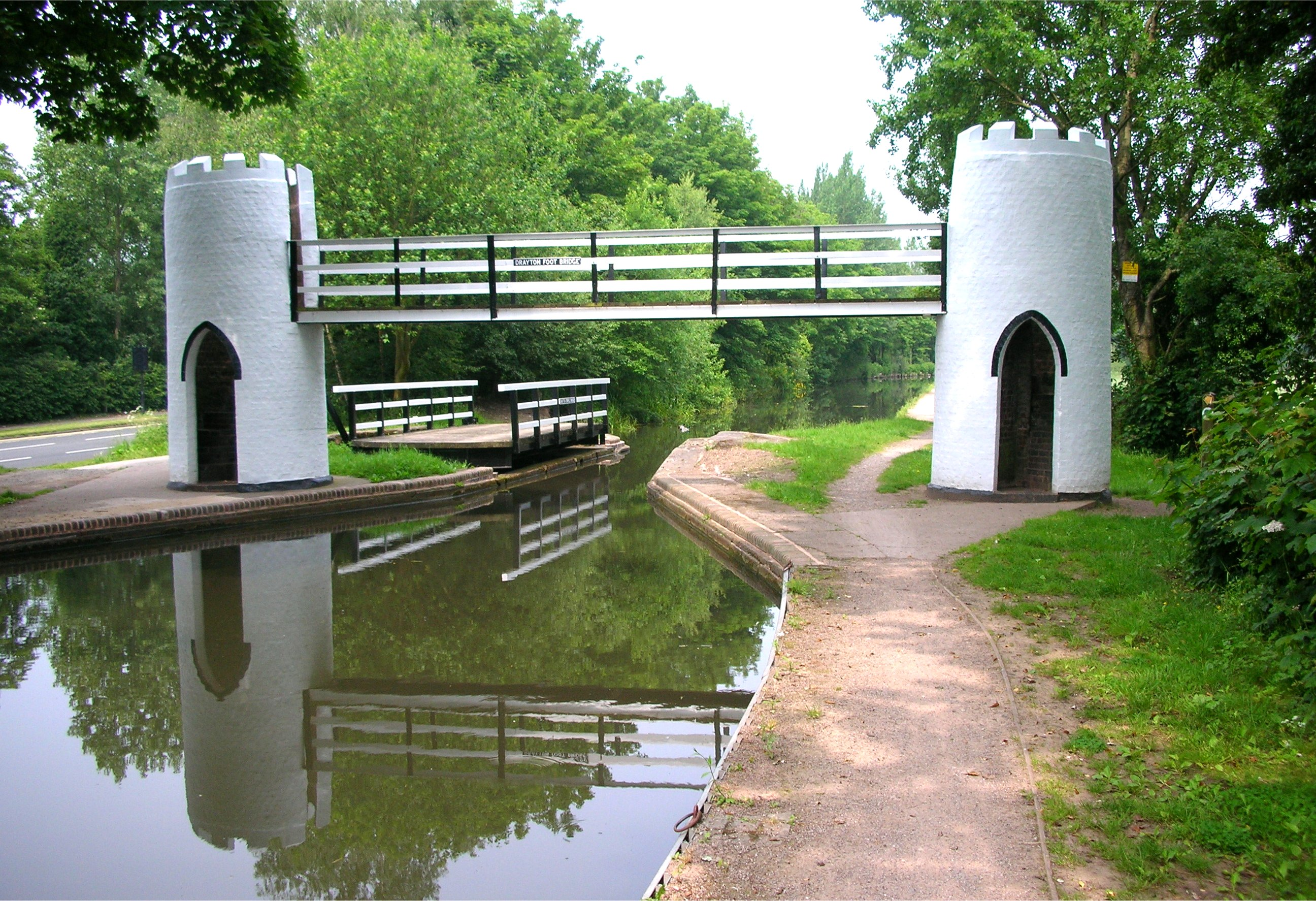
Die spleenige Fußgängerbrücke bei Drayton Bassett, in der Nähe von Fazeley Junction